# Соваж, Анри
Фредерик Анри Соваж (фр. Frédéric Henri Sauvage; 10 мая 1873, Руан — 21 марта 1932, Париж) — французский архитектор и художник-декоратор периода модерна, стиля ар-деко и начала архитектурного модернизма.

## Биография
Анри Соваж в 1892—1903 годах изучал архитектуру в Школе изящных искусств в Париже в мастерской Жана-Луи Паскаля, но покинул школу, не получив диплома, заявив, что является архитектурным самоучкой. Он был дружен со многими ведущими представителями новых движений в архитектуре и декоративно-прикладном искусстве, в том числе с архитектором-рационалистом Францем Журденом (1847—1935) и его сыном Франсисом, художником-декоратором и проектировщиком мебели Луи Мажорелем (1859—1926), архитекторами Эктором Гимаром и Огюстом Перре.
Анри Соваж был зятем скульптора, художника-медальера и краснодеревщика Александра Шарпантье. Примерно в 1895 году он создал проект магазина для фирмы по оформлению интерьеров и производства обоев своего отца Анри-Альбера Соважа и его партнера Александра-Амеде Жолли в 1-м округе Парижа (здание не сохранилось). Фирма «Jolly & Sauvage» получала множество заказов на обои и другие детали оформления интерьеров от архитекторов, работавших в стиле ар-нуво (франко-бельгийского модерна). Соваж делал рисунки для первого здания Эктора Гимара в «новом стиле»: Кастель Беранже (Castel Béranger, 1895—1898). Работая в отцовской фирме, совместно с Луи Мажорелем он изготавливал трафареты для альфрейных росписей, эскизы мебели, светильников и предметов декора.
В 1897 году Соваж отправился в Брюссель, где работал с архитектором Полем Сентенуа, одним из пионеров стиля модерн в Бельгии. Он также изучал работы архитектора и проектировщика мебели Поля Анкара. Время, проведённое Соважем в Брюсселе, изменило его представления об архитектуре точно так же, как двумя годами ранее Эктора Гимара вдохновил Особняк Тассель, спроектированный Виктором Орта в Брюсселе.
В 1898 году Соваж женился на Мари-Луизе Карпентер, дочери проектировщика мебели и скульптора Александра Шарпантье. В том же году Соваж вместе с Шарлем Саразеном основал собственную архитектурную фирму и стал членом Национального общества изобразительных искусств (Société nationale des beaux-arts), где регулярно демонстрировал свои рисунки и проекты.
В 1898 году Анри Соваж получил заказ от Луи Мажореля на строительство виллы в городе Нанси, расположенной недалеко от новых мебельных мастерских, которые строил Мажорель. Построенная в 1901—1902 годах Люсьеном Вайсенбургером вилла Мажорель, или «вилла Джика» (villa Jika), по инициалам его жены (Жан Кретц), является результатом сотрудничества художников «Общества шести» (Société des Six) и Франсиса Журдена (сына архитектора Франца Журдена). Интерьер виллы полностью соответствует эстетике искусства модерна 1901—1902 годов. Вилла привлекла внимание международного сообщества к молодому архитектору. В 1899 году Соваж создал два частных обеденных зала в стиле ар-нуво для знаменитого ресторана «Café de Paris» после трёх салонов, которые Мажорель создал годом ранее. Позднее ресторан был снесён, но «Розово-лиловый салон» был воссоздан в Музее истории Парижа Карнавале.
В 1903 году Анри Соваж первым во Франции занялся проектированием малозатратных многоквартирных домов и государственного жилья. Он и Саразен основали компанию «Анонимное общество недорогого и гигиеничного жилья» (Société anonyme de logements hygiéniques à bon marché). Их сотрудничество продолжалось до 1916 года. Соваж спроектировал и построил шесть зданий для компании. Наиболее примечательные из них находятся на улице Третень, 7, в 18-м округе, построены в 1903-04 годах, и на бульваре де л’Опиталь, 163, в 13-м округе, построены в 1908 году. Оба здания имеют железобетонный каркас, который ясно выражен снаружи. Во всех подобных зданиях Соваж следовал принципам рациональной архитектуры, сформулированным в трудах Эжена Виолле-ле-Дюка. Соваж и его современник Огюст Перре были первыми архитекторами во Франции, которые использовали железобетон в жилых домах не только как строительный материал, но и в эстетическом качестве.
Анри Соваж был одним из первых художников своего поколения, осознавших конец эпохи модерна, от подобной эстетики он отказался ещё в 1909 году. В 1913 году, незадолго до Первой мировой войны, Соваж построил здание для Луи Мажореля в стиле, который позднее стал известен под названием ар-деко. Соваж участвовал в «Международной выставке современных декоративных и промышленных искусств» (Exposition internationale des arts décoratifs et industriels modernes) в Париже в 1925 году, которая и дала миру сокращённое название «ар-деко». Разносторонний архитектор спроектировал «Павильон Весна» (Pavillon Primavera), Тунисский базар, Панораму Северной Африки, Галерею Константина, Галерею магазинов; и электрический трансформатор, разработанный вместе с его невесткой, скульптором Зетте Сэвидж. За вклад в выставку в 1926 году Анри Соваж был награждён орденом Почётного легиона.
В 1920-х годах Соваж прекратил сотрудничество с Шарлем Саразеном и подтвердил своё положение одного из создателей стиля ар-деко. Он проектировал два кинотеатра в Париже; Севр, на улице Севр, 80 в 7-м округе, построен в 1920 году и разрушен в 1975 году; и Гамбетта-Палас, на улице Бельгранд, 6, в 20-м округе, построенный в 1920 году. Интерьер этого театра позднее был перестроен, но фасад сохранил свой первоначальный вид.
С 1927 по 1931 год Анри Соваж построил много зданий в новом стиле в Париже и загородных вилл в окрестностях столицы. Среди них знаменитое здание универмага «Самаритэн» в Париже (1926—1928) и универмага «Декре» в Нанте (1931).
Первое здание универмага «Самаритэн» было возведено в стиле ар-нуво между 1903 и 1910 годами Францем Журденом. В новом здании Соважа огромные окна, похожие на эркеры, и необычный силуэт сделали магазин яркой достопримечательностью нового стиля в самом сердце исторического Парижа.
С 1929 по 1931 год Анри Соваж преподавал архитектуру в Высшей национальной школе декоративного искусства (l'École nationale supérieure des arts décoratifs). Соваж стал признанным лидером «рациональной архитектуры» во Франции. В 1903 году совместно с Шарлем Саразеном опубликовал книгу «Элементы архитектуры».
Многие из его творений в последующее время были перестроены или уничтожены, другие находятся в плохом состоянии. Но его основные достижения в 1975 году причислены к национальным историческим памятникам.

## Галерея

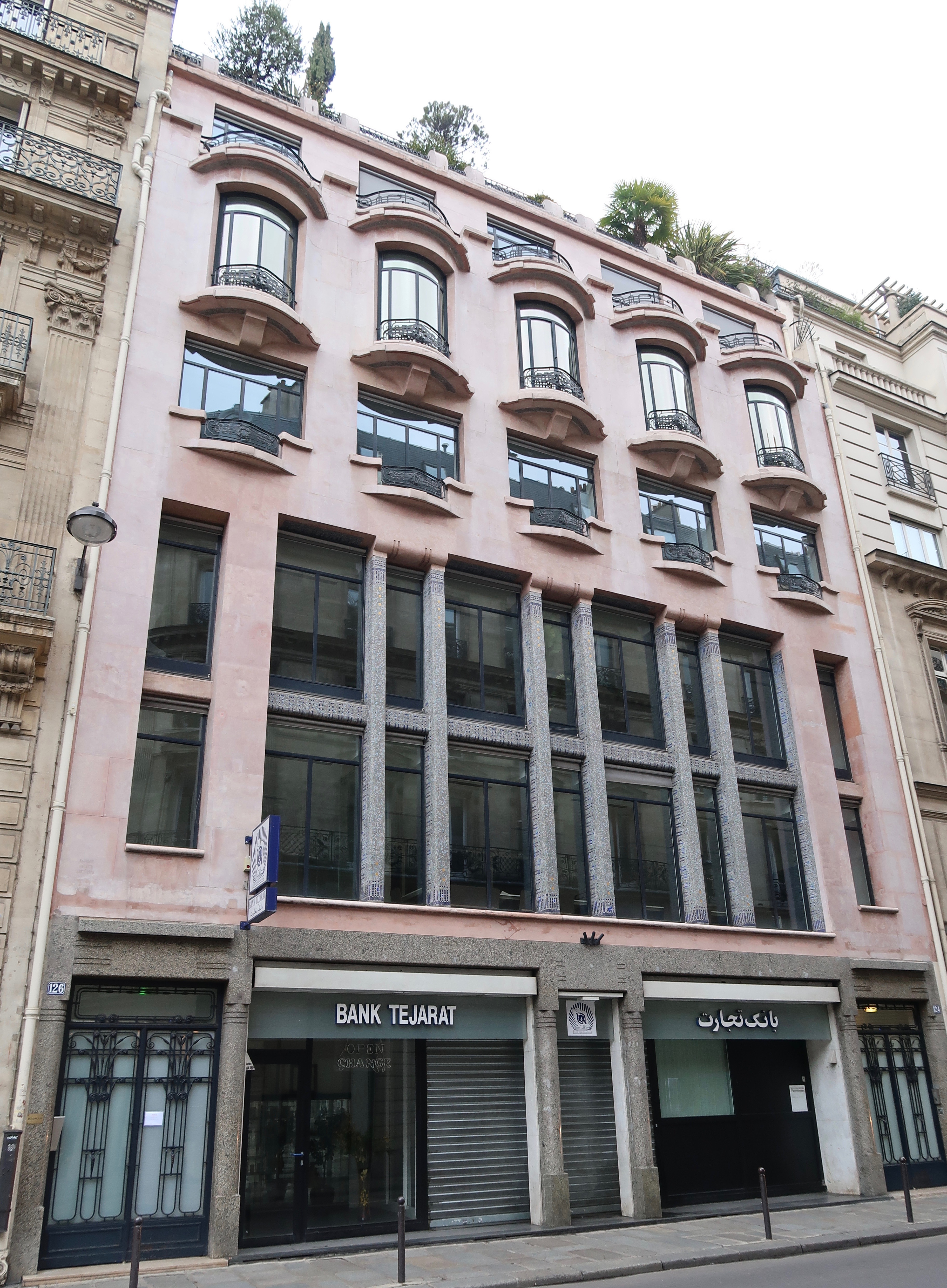
Здание на rue de Provence, 126. Париж
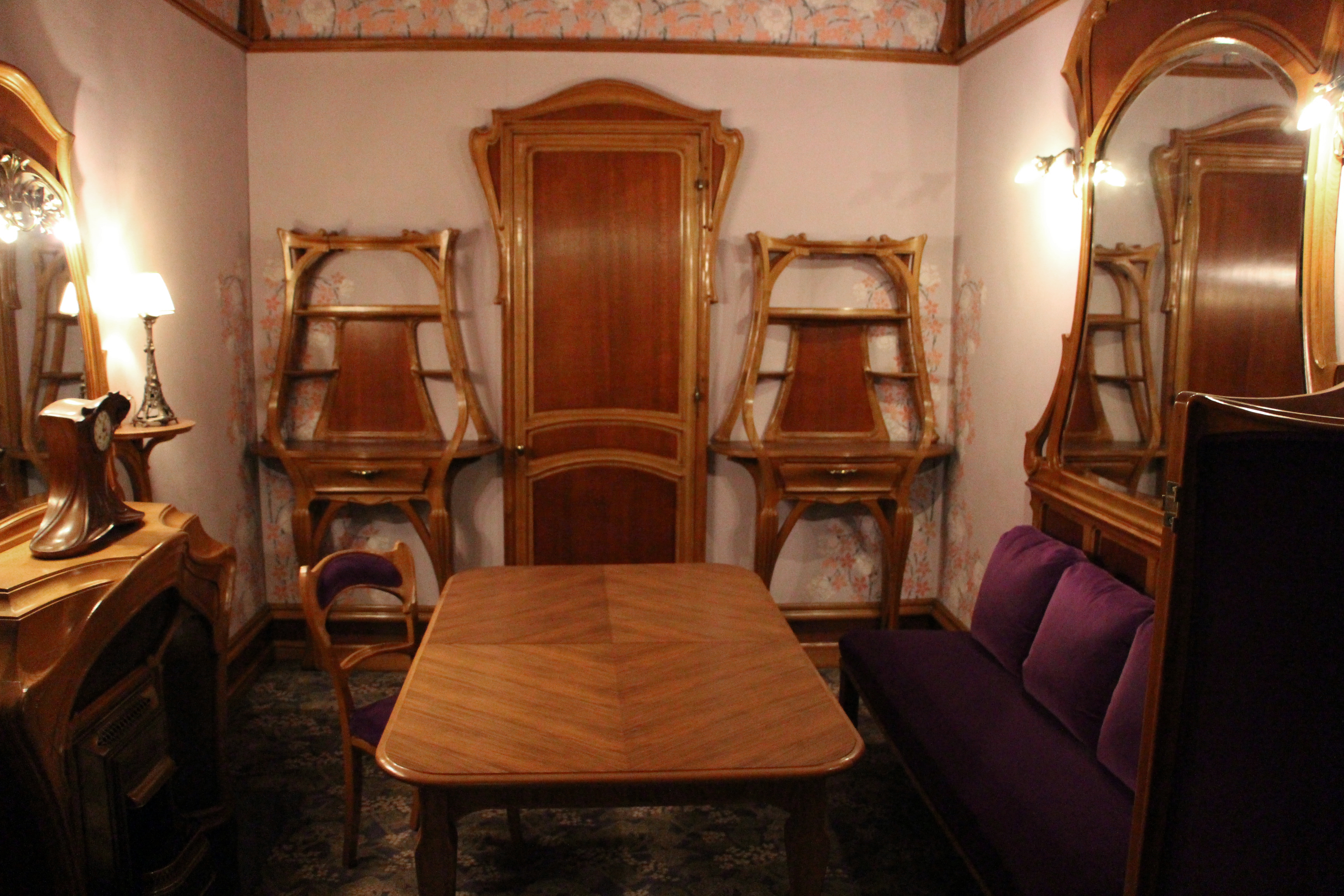
«Розово-лиловый салон» (Café de Paris). 1899. Музей Карнавале, Париж
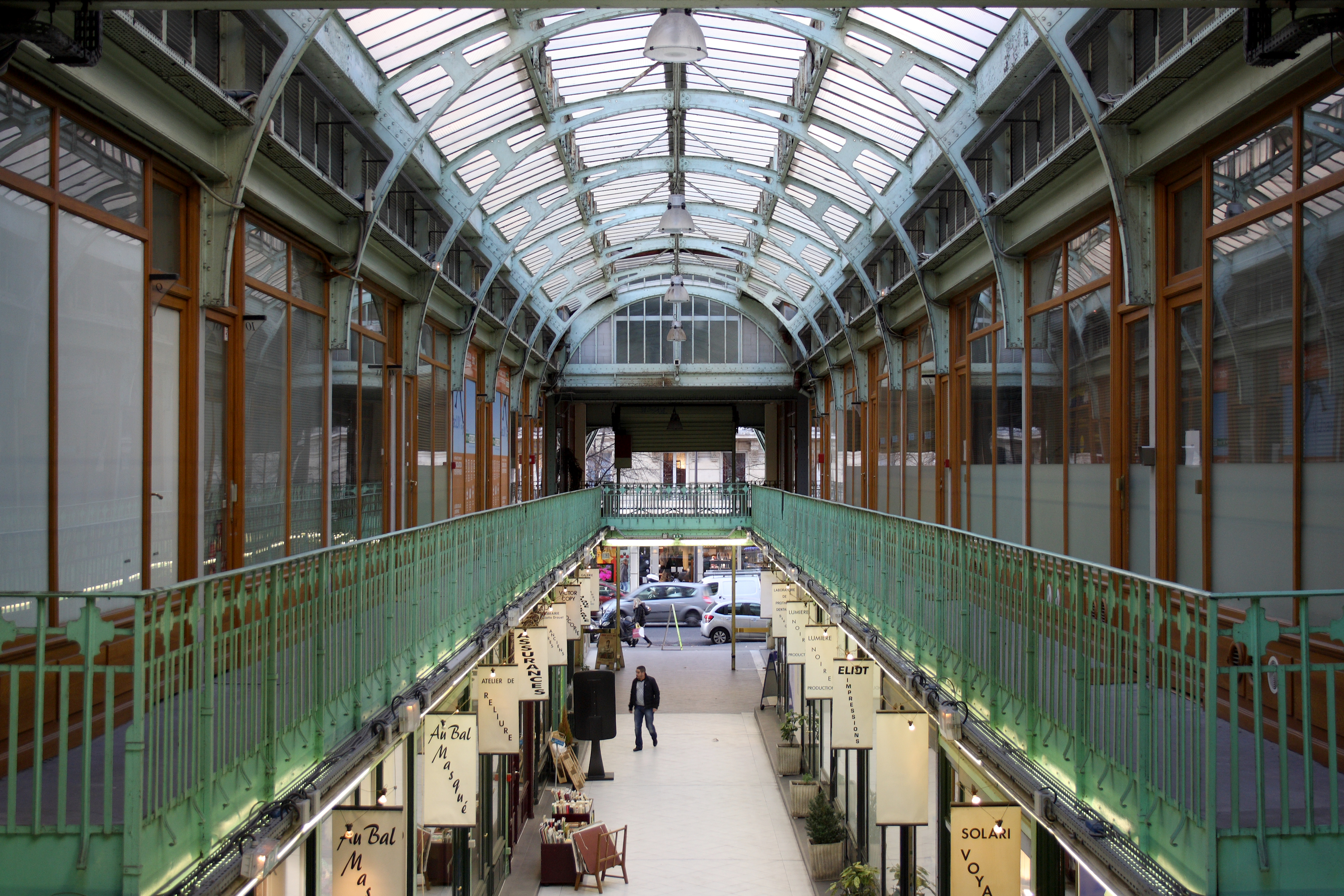
Галерея «Cité de l'Argentine». 1911. Париж
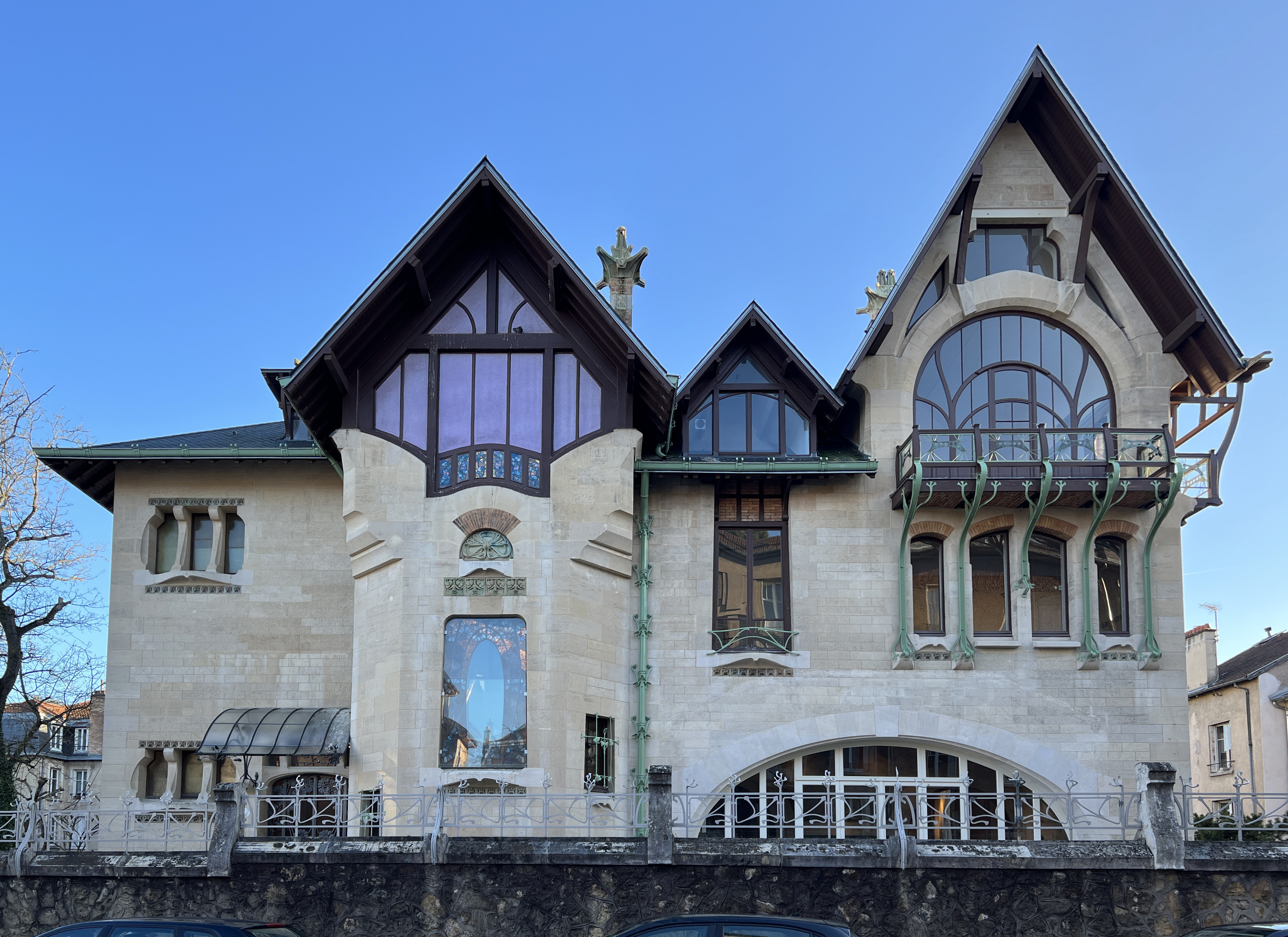
Вилла Мажорель. 1901—1902. Вид после реконструкции. Фотография 2022 г.
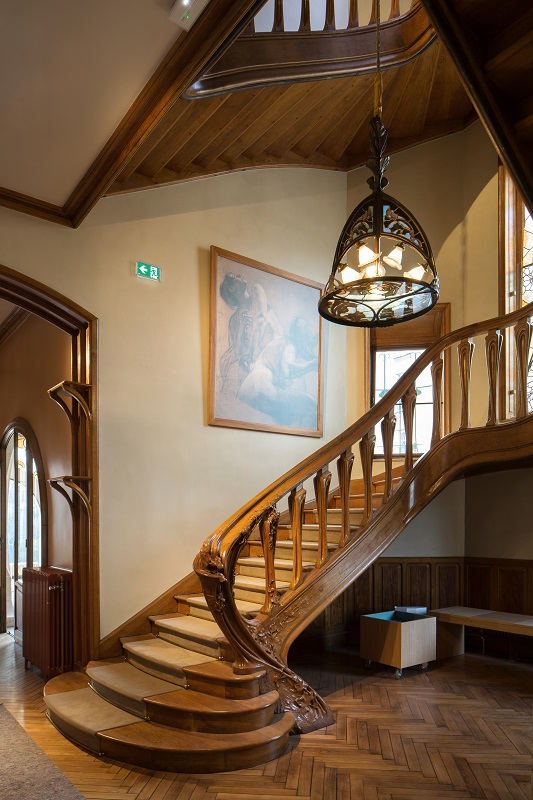
Вестибюль и лестница Виллы Мажорель
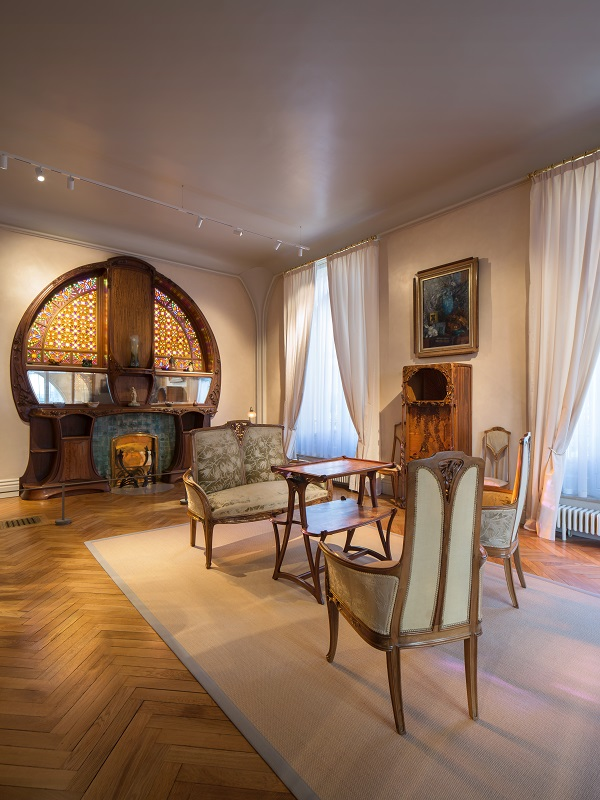
Салон виллы
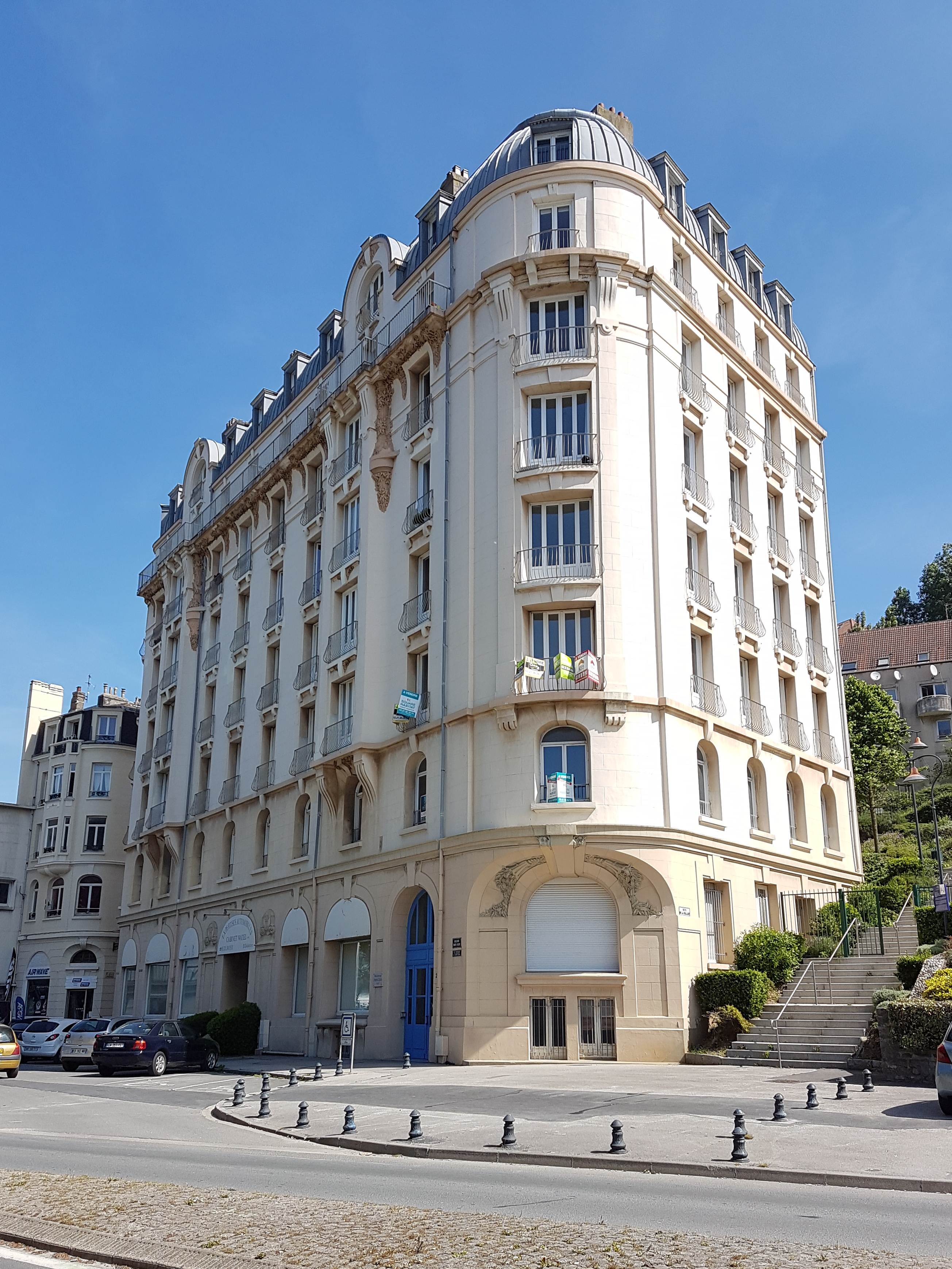
Отель Принцессы. Булонь-сюр-Мер
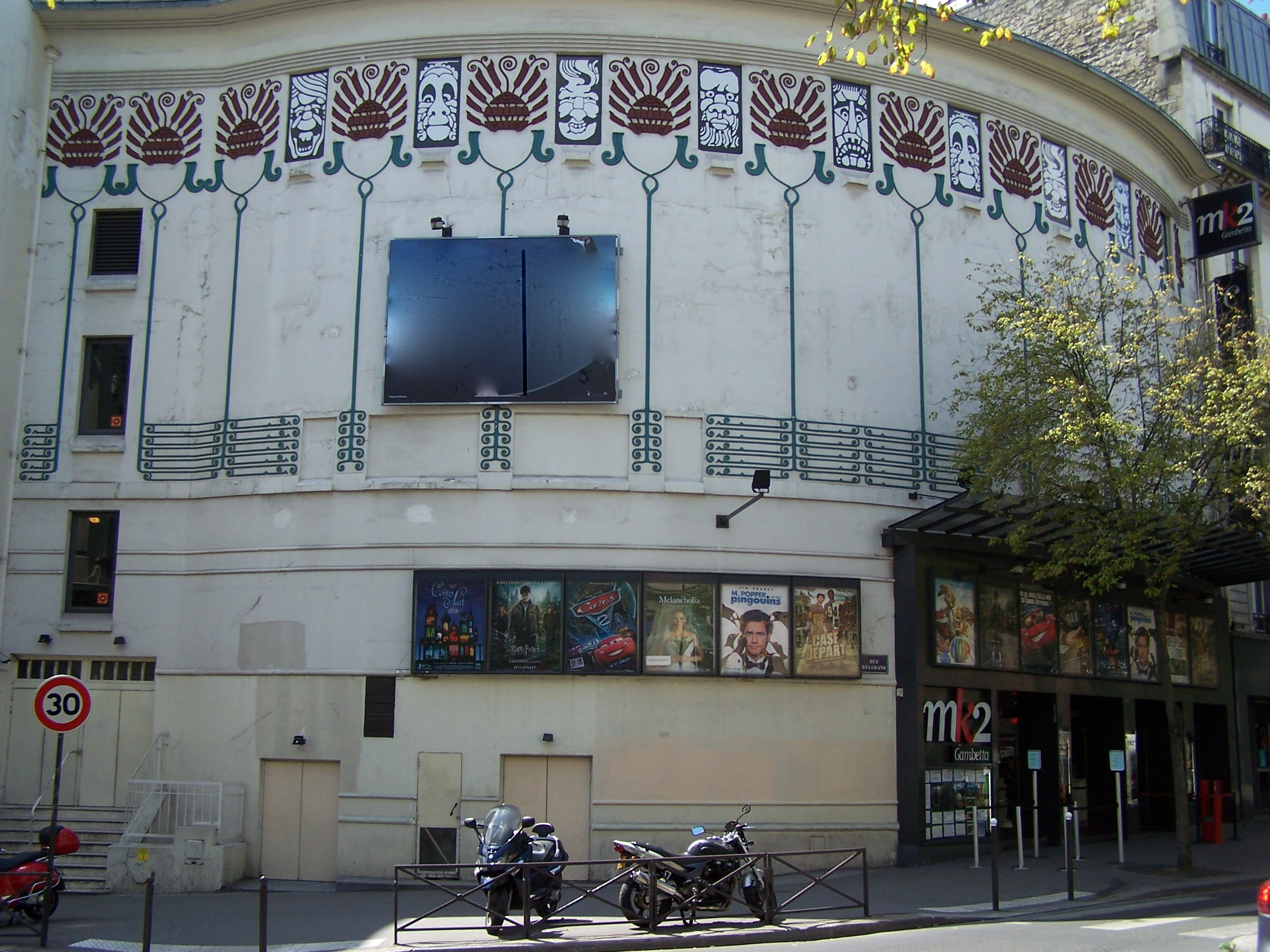
Театр Гамбетта-Палас. 1920. Париж
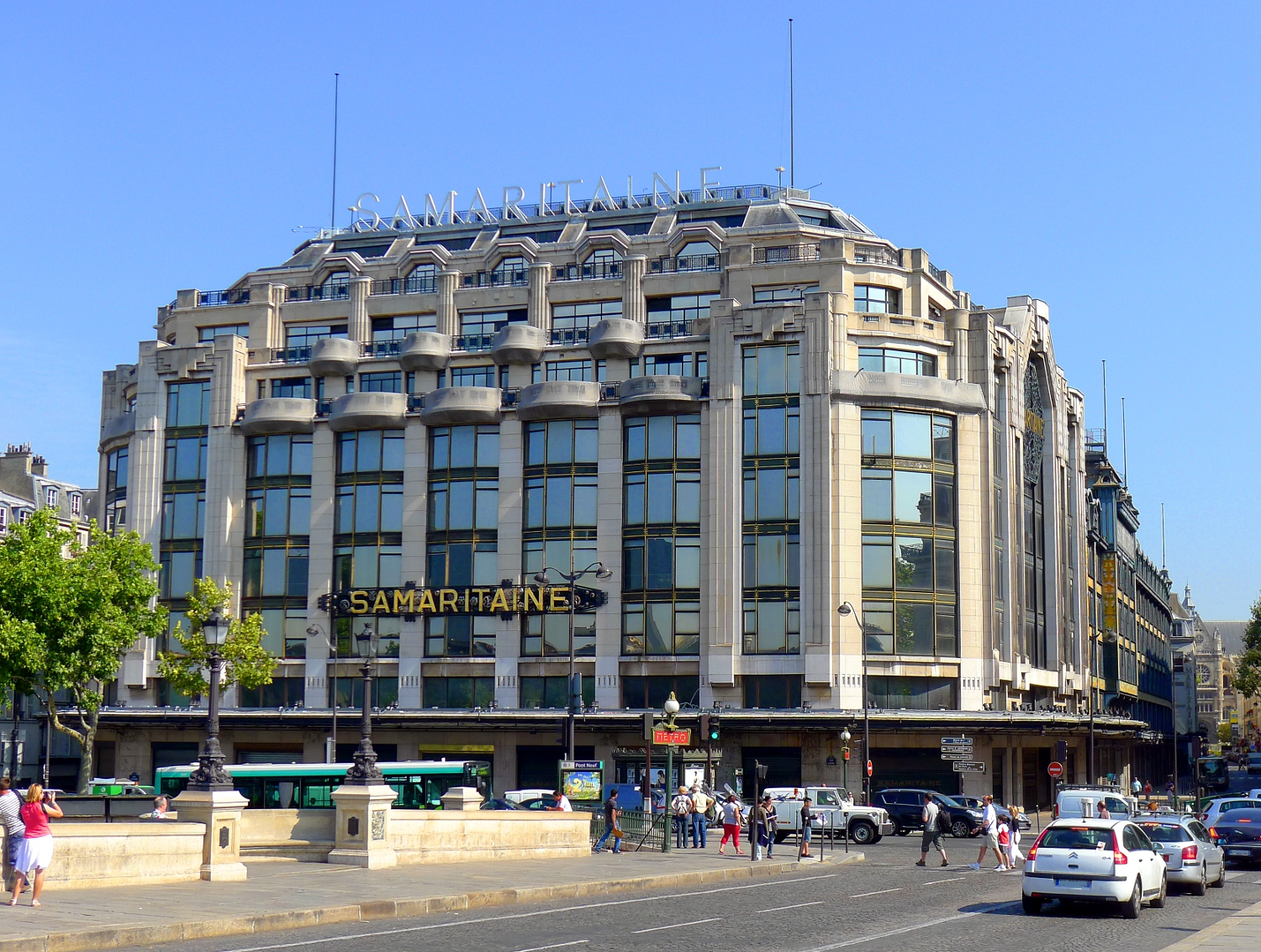
Универмаг «Самаритэн». 1926—1928. Париж
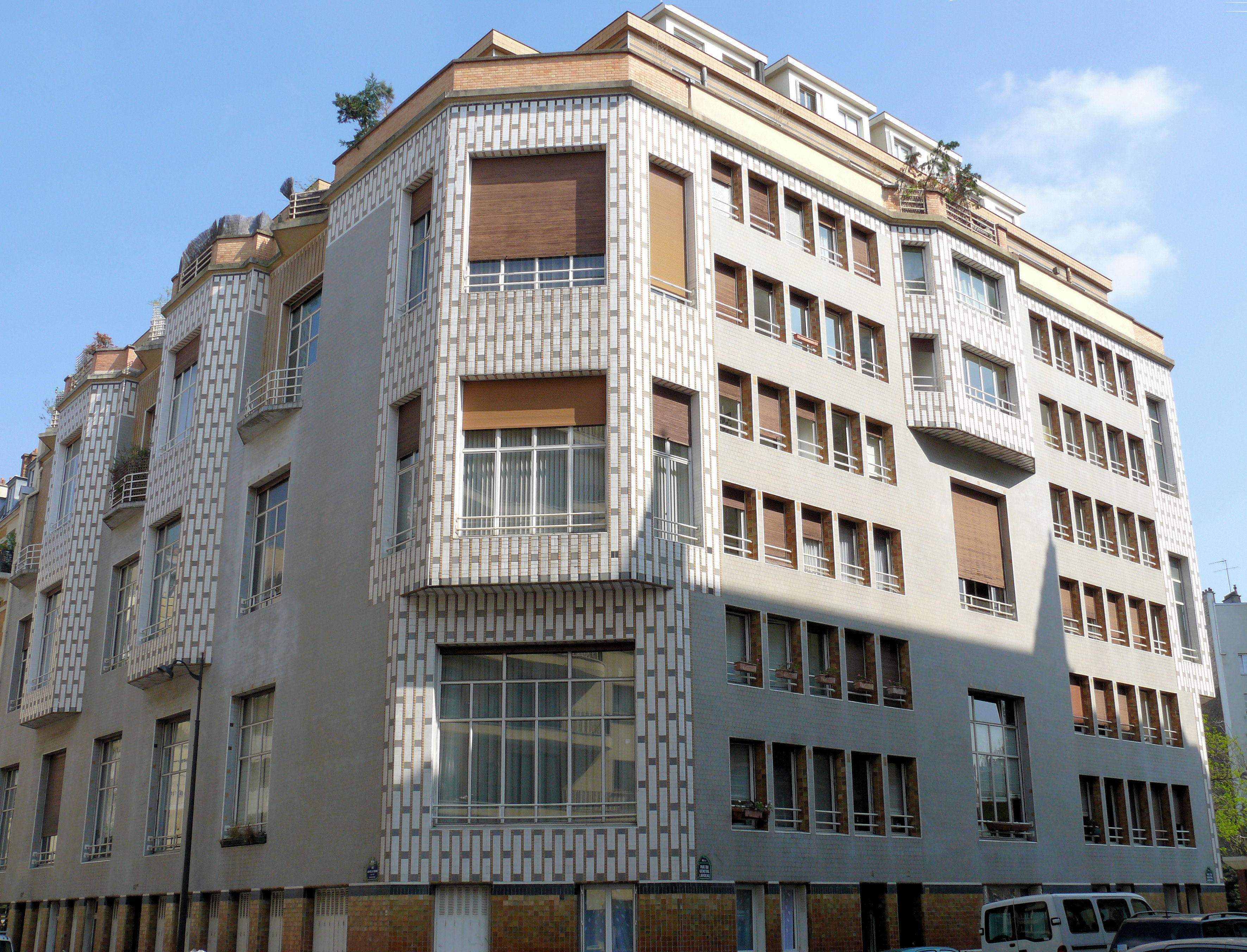
Дом-Студия, 65 rue Jean de La Fontaine. 1926—1928. Париж
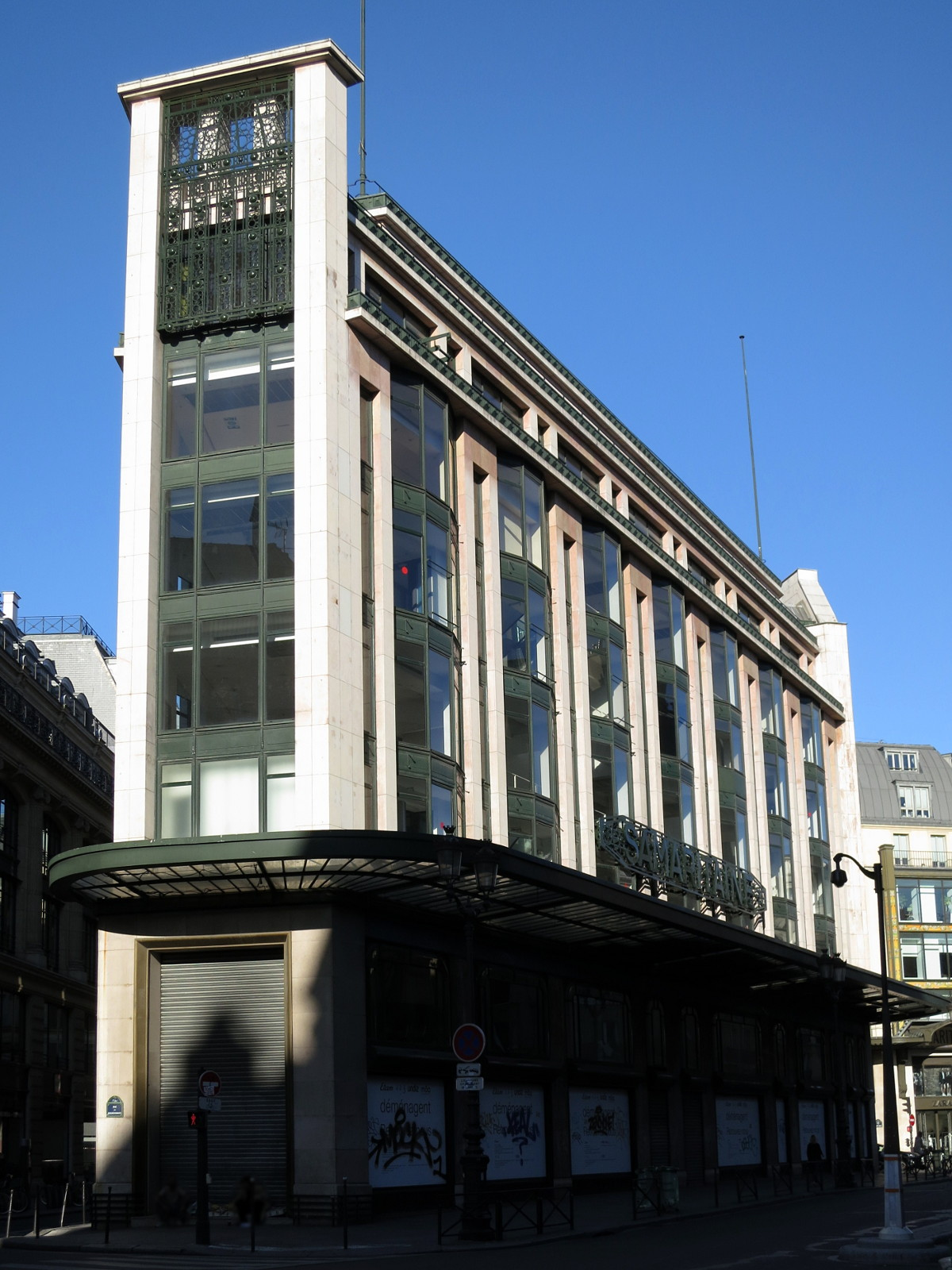
Магазин «Самаритэн» 3 на углу улиц Риволи и Буше